# Arrondissement di Céret
L'arrondissement di Céret è un arrondissement dipartimentale della Francia situato nel dipartimento dei Pirenei Orientali, nella regione dell'Occitania.

## Storia
Fu creato nel 1800, sulla base dei preesistenti distretti.

## Composizione
L'arrondissement è composto da 40 comuni raggruppati in 5 cantoni:
- cantone di Argelès-sur-Mer
- cantone di Arles-sur-Tech
- cantone di Céret
- cantone di Côte Vermeille
- cantone di Prats-de-Mollo-la-Preste